# Industria vinicolă în Republica Moldova

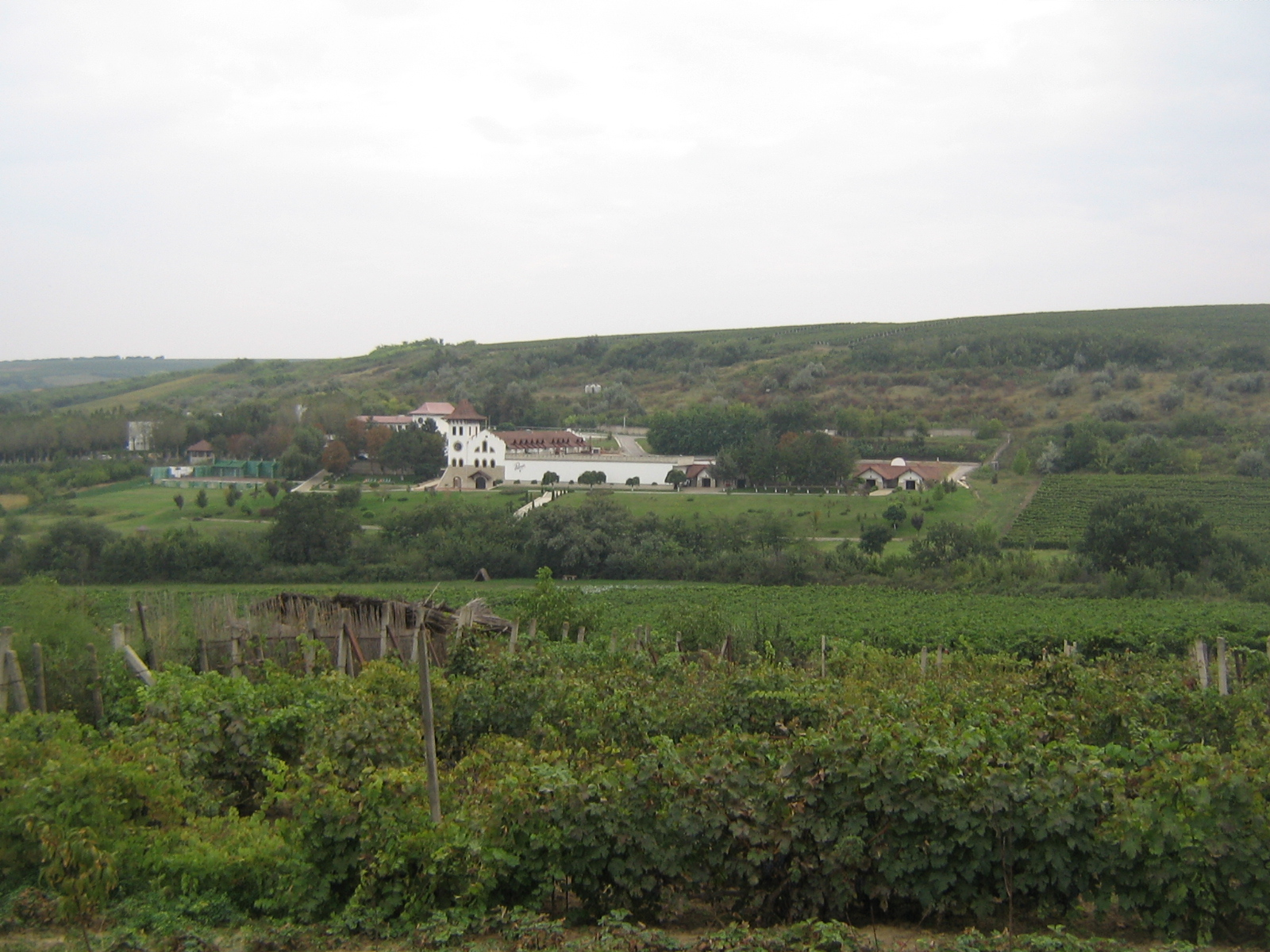
Vinăria Purcari

Industria vitivinicolă în Republica Moldova reprezintă una dintre ramurile principale ale economiei țării, astfel în 2013 vinurile au reprezentat 6,2% din totalul exporturilor efectuate de republică. 90 - 95% din tot volumul vinului produs merge la export, constituind astfel o importantă sursă de venit pentru bugetul statului. Viile ocupă o suprafață de 148.500 hectare de vii, din care 107.800 de hectare sunt folosite pentru producția comercială. Restul de 40.700 de hectare sunt viile cultivate în sate, pe terenurile de lângă case, folosit pentru a face vin de casă. 

## Istorie
În martie 2006 Rusia a impus un embargou la importul de vinuri din Republica Moldova. Motivul invocat atunci a fost calitatea proastă a băuturilor alcoolice moldovenești. Embargoul care a fost valabil aproape doi ani de zile a dus la pierderea de către vinificatorii moldoveni a accesului la piața rusească a vinului, spre care luau calea circa 80% din băuturile alcoolice moldovenești. Pagubele directe de pe urma interdicției au fost estimate la circa 300 milioane de dolari. Interdicția privind importurile de vinuri a parvenit într-un moment al divergenței de poziții între Rusia și Republica Moldova privind viitorul Transnistriei. Un an mai devreme, Duma rusă a cerut o interdicție asupra importurilor de vinuri moldovenești, deoarece Republica Moldova a fost considerată de a promova politici anti-rusești. 
Același scenariu la fel cu tentă politică a fost repetat în septembrie 2013 când iarăși a fost interzis exportul către Moscova de aceasta dată pagubele fiind mai mici după ce producătorii autohtoni și-au diversificat căile de export spre Belarus, Kazahstan, Ucraina, UE, Asia, etc.

## Regiuni vinicole
Începând cu data de 28 ianuarie 2016 în Republica Moldova există 3 arii geografice vitivinicole pentru producerea vinurilor cu indicație geografică protejată: Valu lui Traian, Ștefan-Vodă și Codru.

## Statistică
Structura exportului vinicol
după țara de destinație în 2013:
     Belarus (27%)
     Rusia (23%)
     Kazahstan (10%)
     Ucraina (8%)
     Georgia (7%)
     Polonia (6%)
     Cehia (5%)
     România (3%)
     Celelalte țări (11%)

### Evoluția exportului
| Ani  | Total (mln. $) |
| ---- | -------------- |
| 2009 | ▬128.8         |
| 2010 | ▲138.5         |
| 2011 | ▼132.4         |
| 2012 | ▲141.5         |
| 2013 | ▲148.5         |

### Suprafața plantată
| Anul    | 1975 | 1980 | 1985 | 1990 | 1995 | 2000 | 2005 | 2008   |
| ------- | ---- | ---- | ---- | ---- | ---- | ---- | ---- | ------ |
| Mii ha. | ▬289 | ▼256 | ▼220 | ▼201 | ▼186 | ▼149 | ▼146 | ▲157.5 |